# Chiastocheta curvibasis
Chiastocheta curvibasis är en tvåvingeart som beskrevs av Chen och Fan 1988. Chiastocheta curvibasis ingår i släktet Chiastocheta och familjen blomsterflugor. Inga underarter finns listade i Catalogue of Life.